# Vanwall VW11
Vanwall VW11 – samochód Formuły 1 projektu Franka Costina, skonstruowany przez Vanwalla. Wziął udział jedynie w Grand Prix Francji 1960. Był to ostatni samochód Vanwalla w Formule 1.

## Historia
Był to nowy model zbudowany z komponentów VW5. Budowa VW11 nastąpiła w 1959 roku. VW11 był lżejszy i niższy od poprzedników i początkowo miał zamontowany silnik o mocy 280 KM. Jego karoseria była wykonana z magnezu.
Samochód wziął udział tylko w Grand Prix Francji 1960 z Tonym Brooksem za kierownicą. Miał wówczas słabszy silnik niż oryginalnie. Brooks zakwalifikował się na czternastym miejscu, jednakże po siedmiu okrążeniach wycofał się z wyścigu z powodu wibracji.
Po wyścigu model VW11 został rozebrany i zatrzymany przez zespół. Był to ostatni pojazd Formuły 1 wyprodukowany przez Vanwalla. Brytyjski konstruktor zbudował później jeszcze model VW14, którym John Surtees ścigał się w Intercontinental Formula. Vanwall VW11 został później sprzedany Tomowi Wheatcroftowi, który przekazał go do Donington Grand Prix Collection. Kolejnym właścicielem zostało amerykańskie muzeum Revs Institute. VW11 uczestniczył również w pokazach samochodów historycznych, a prowadził go wówczas Brian Redman.

## Wyniki
| Legenda oznaczeń w tabelach wyników Wyświetl szablon na nowej stronie | Legenda oznaczeń w tabelach wyników Wyświetl szablon na nowej stronie                                                                     |
| Oznaczenie                                                            | Wyjaśnienie |
| --------------------------------------------------------------------- | --- |
| Złoty                                                                 | Zwycięzca lub mistrzostwo |
| Srebrny                                                               | 2. miejsce lub wicemistrzostwo |
| Brązowy                                                               | 3. miejsce lub II wicemistrzostwo |
| Zielony                                                               | Ukończył, punktował (w klasyfikacji generalnej, gdy zdobył co najmniej jeden punkt na przestrzeni sezonu, poza trzema powyższymi opcjami) |
| Niebieski                                                             | Ukończył, nie punktował (w klasyfikacji generalnej, gdy nie zdobył co najmniej jednego punktu na przestrzeni sezonu)                      |
| Czerwony                                                              | Nie zakwalifikował się (NZ) |
| Czerwony                                                              | Nie prekwalifikował się (NPK) |
| Różowy                                                                | Nie ukończył (NU) |
| Różowy                                                                | Niesklasyfikowany (NS) (w klasyfikacji generalnej, gdy nie został sklasyfikowany w żadnym wyścigu sezonu)                                 |
| Czarny                                                                | Zdyskwalifikowany (DK) |
| Czarny                                                                | Wykluczony (WYK/EX) |
| Biały                                                                 | Nie wystartował (NW) |
| Biały                                                                 | Kontuzjowany (K/INJ) |
| Biały                                                                 | Wyścig odwołany (OD/C) |
| Bez koloru                                                            | Został wycofany (WYC/WD) |
| Bez koloru                                                            | Nie przybył (NP/DNA) |
| Bez koloru                                                            | Nie brał udziału w treningach (NT/DNP) |
| Bez koloru                                                            | Nie został zgłoszony (–) |
| Pogrubienie                                                           | Start z pole position |
| Kursywa                                                               | Najszybsze okrążenie wyścigu |
| †                                                                     | Nie ukończył, ale jego rezultat został zaliczony ze względu na przejechanie więcej niż 90% dystansu wyścigu.                              |
| *                                                                     | Sezon w trakcie |
| 1/2/3                                                                 | Punktowana pozycja w sprincie kwalifikacyjnym                                                                                             |
| Lista systemów punktacji Formuły 1                                    | |

### Formuła 1
| Sezon | Zespół                  | Silnik  | Kierowcy    | Wyniki w poszczególnych eliminacjach | Wyniki w poszczególnych eliminacjach | Wyniki w poszczególnych eliminacjach | Wyniki w poszczególnych eliminacjach | Wyniki w poszczególnych eliminacjach | Wyniki w poszczególnych eliminacjach | Wyniki w poszczególnych eliminacjach | Wyniki w poszczególnych eliminacjach | Wyniki w poszczególnych eliminacjach | Wyniki w poszczególnych eliminacjach | Wyniki kierowców | Wyniki kierowców | Wyniki konstruktora | Wyniki konstruktora |
|       |                         |         |             | Argentyna                            | Monako                               | Stany Zjednoczone                    | Holandia                             | Belgia                               | Francja                              | Wielka Brytania                      | Portugalia                           | Włochy                               | Stany Zjednoczone                    | Pkt.             | Msc.             | Pkt.                | Msc.                |
| ----- | ----------------------- | ------- | ----------- | ------------------------------------ | ------------------------------------ | ------------------------------------ | ------------------------------------ | ------------------------------------ | ------------------------------------ | ------------------------------------ | ------------------------------------ | ------------------------------------ | ------------------------------------ | ---------------- | ---------------- | ------------------- | ------------------- |
| 1960  | Vandervell Products Ltd | Vanwall | Tony Brooks | -                                    | -                                    | -                                    | -                                    | -                                    | NU                                   | -                                    | -                                    | -                                    | -                                    | 0 (7)            | 11               | 0                   | NS                  |